# Burgstall Fußstain
Der Burgstall Fußstain bezeichnet eine abgegangene frühmittelalterliche Höhenburg in Spornlage auf einem 695 m ü. NHN hohen und nach Nordwesten gerichteten Ausläufer des „Stöcklesberges“ bei Hinterfeld, einem Ortsteil der Gemeinde Habach im Landkreis Weilheim-Schongau in Bayern.

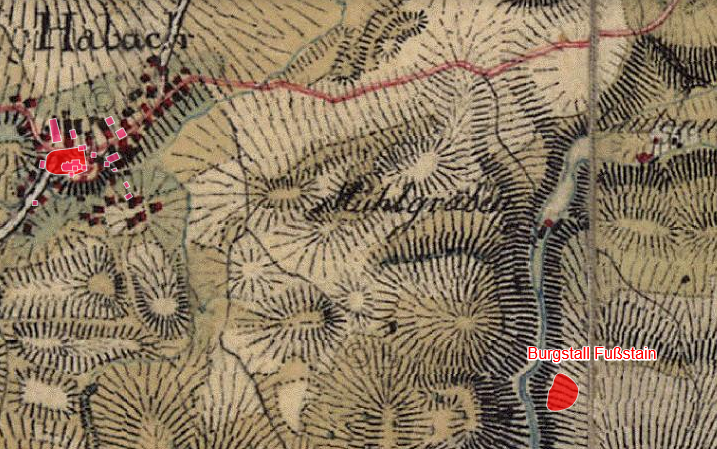
Lageplan von Burgstall Fußstain auf dem Urkataster von Bayern

Vermutlich wurde die Anlage zwischen 900 und 955 während der Ungarneinfälle als Fluchtburg gegründet. Auf die Burganlage weisen einige Hinweise aus der ortshistorischen Literatur hin.
Die Burganlage bestand vermutlich aus einer 10 mal 18 Meter großen Kernburg mit einem turmförmigen Gebäude (möglicherweise ein Bergfried) sowie einem Wohngebäude. Daneben bestand ein 12 mal 18 Meter großer Vorhof. Beide Areale waren durch einen zwei Meter tiefen Ringgraben und durch steil abfallende Hänge im Norden und Westen geschützt.
Von der ehemaligen Burganlage ist noch der kreisförmige Ringgraben erhalten.
Heute ist die Stelle als Bodendenkmal D-1-8233-0078 „Abschnittsbefestigung des frühen Mittelalters“ vom Bayerischen Landesamt für Denkmalpflege erfasst.